# Agustin Fernandez
Pour les articles homonymes, voir Pablo Ruiz (homonymie), Ruiz et Picasso (homonymie).
Cet article possède un paronyme, voir Pricasso.
Agustin Fernandez (1928-2006) est un peintre cubain.
Il commence sa carrière à Cuba mais la plupart de ses œuvres sont produites en exil. Au cours de sa vie, marquée par de nombreux déplacements, Fernandez produit des tableaux, des dessins, des assemblages, des sculptures ainsi que des livres d’artiste. Il est considéré comme un des peintres cubains les plus emblématiques de sa génération.

## Biographie

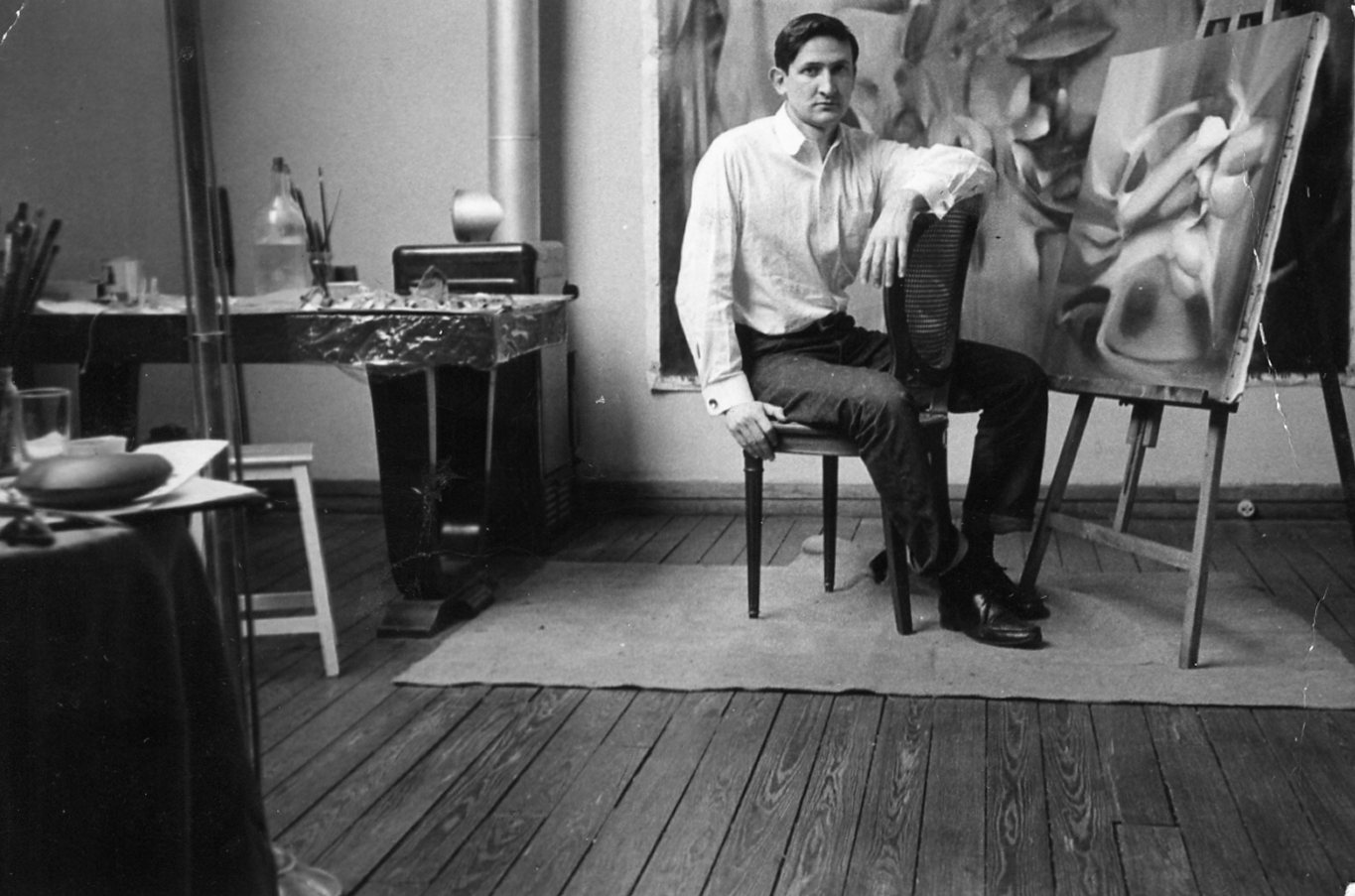
Fernández dans son atelier à Paris.

Agustin Fernandez (Agustín Fernández) nait à La Havane le 16 avril 1928,.
Il fait un séjour à la Art Students League of New York, où il suit les cours de George Grosz et Yasuo Kuniyoshi. Son travail n'a pas été compris à San Alejandro. En 1952, l'exposition de ses œuvres à la Ciudad Cultural Nuestro Tiempo le révèle comme l'un des principaux artistes de l'avant-garde cubaine. De 1953 à 1955, il fait partie de « Los Once ». Il reçoit une mention à la Biennale de São Paulo en 1957 et expose à Madrid, Washington D.C., New York et Caracas.
En 1959, après la victoire de la révolution cubaine, il obtient une bourse du nouveau gouvernement pour partir étudier en Europe. Aussi éloigné des idéaux de Batista que de ceux de Castro, il choisit l'exil et part pour Paris. Il y rencontre Simone Collinet, la première femme d'André Breton qui dirigeait la Galerie Fürstenberg, Roberto Matta, Joan Miró, Max Ernst, Alain Bosquet, Richard Wright.
Il quitte Paris en 1969 pour Porto Rico grâce à un contrat passé avec la Galería La Casa del Arte à San Juan, puis, en 1972, pour New York où il se lie avec Robert Mapplethorpe. Il expose à la Anita Shapolsky Gallery (en), à la 123 Watts Gallery, à la Mitchell Algus Gallery, à la Galería Nina Menoca de Mexico. En 1978, il a reçu une bourse en tant qu'artiste visuel de la Fondation Cintas.
Une grande rétrospective de son œuvre est montrée à l'Université internationale de Floride de Miami en 1992.
Il meurt le 2 juin 2006 à New York.

### Agutin Fernandez à propos de son parcours
- « I used to go to my grandmother's house as a child, and we would draw together. When I was twelve, I took private drawing lessons, and at fifteen, I decided to register at San Alejandro, although no one in my family wanted me to be a painter. In Havana there was a great deal of contact among established artists. Cuba is small, and Havana smaller still. I was to be nourished by a thousand things when I went abroad. From a realist and figurative painter I went through a phase when I would only paint still-life. Around 1959, while in Paris, I began to make the images more concrete, to condense; later, I would start to use beige, or sober colors, white and black. In Paris I was guided by artists like Enrique Senal and Roberto Matta, and encouraged by the independent surrealists; not so by Breton and his circle. I don't know if exile influences my work, but it has influenced me. It is not that I left Cuba, it's not being able to return. »[note 3],[8]

## Vie privée
Agustín Fernández a épousé María Elena Molinet en 1952. Après son divorce en 1961, il s'est remarié avec Lia Epelboim, qui avait fui la Roumanie pendant la Seconde Guerre mondiale. Ils ont eu trois enfants : Clodio, Clea et Sebastian. Il meurt le jeudi 2 juin 2006 à New York, à l'âge de 78 ans, des suites d'une pneumonie. Lia était décédée quelques semaines plus tôt. Au moment de sa mort, Fernández avait réalisé une trentaine d'expositions personnelles et participé à plus d'une centaine d'expositions collectives.
Il a laissé des mémoires inédits dans lesquels il raconte son enfance et sa jeunesse à Cuba, ainsi que les influences de maîtres tels que Diego Velázquez sur le développement de sa carrière artistique.

## Œuvre

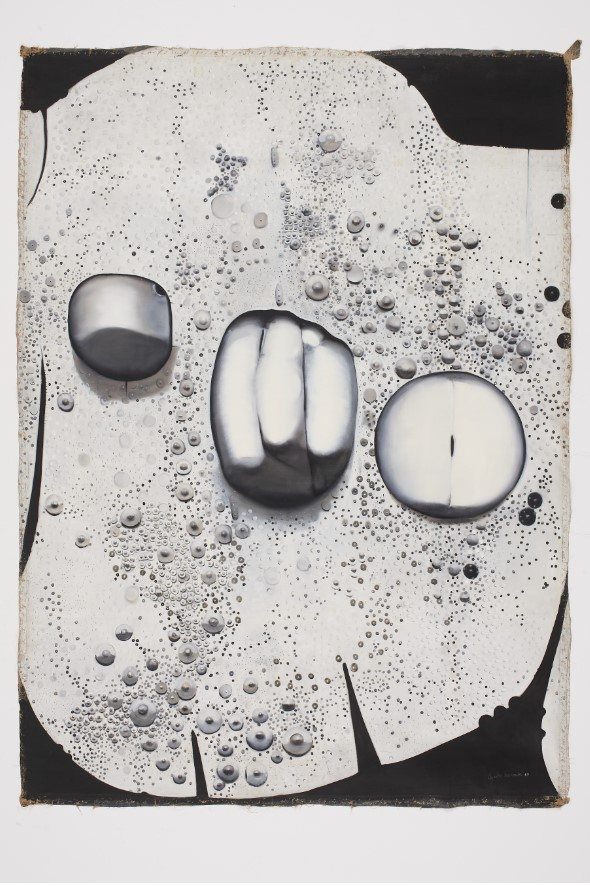
Ver y comprender dos operaciones diferentes, 1963.

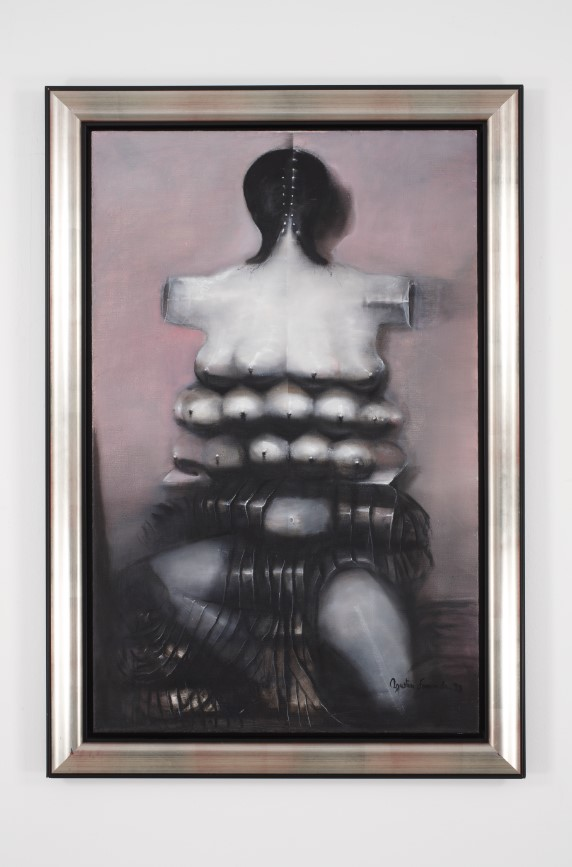
Sans titre, 1998.

La critique classe Agustin Fernandez dans la troisième génération des modernistes cubains,.
Le travail de Fernandez est ambigu. L'apparence métallique brute de ses peintures dissimule le fait que ses sujets sont plutôt sensuels, avec des connotations érotiques. Ses juxtapositions inattendues sont le fruit d'années de recherche philosophique et esthétique qui l'ont mené de Cuba à Paris, à Porto Rico, à New York. Dans chacun de ces environnements il a participé et « absorbé » leurs environnements artistiques.
« In my work there are certain erotic references which have images compelling to me. There are things one sees subconsciously that conjure up specific images. But my work is not erotic. My esthetic preoccupation has been with volume, and with the oscillation between the exact and the inexact. I have always painted the some theme, but in different ways. Even so, my paintings were more Cuban, more romantic before 1960; in exile they have become more metaphysical. »,

## Œuvres
- Untitled, huile sur toile, 127 × 126 cm, Museum of Modern Art (MoMA), New York[11]
- Le Roi et la Reine, dessin sur papier, 175 × 122 cm, MoMA, donation de Joe Novak[12]
- Développement d'un délire, 200 × 183 cm, 1961, Frost Art Museum, Miami[13]
- 7 pointes sèches, 1964, Victoria and Albert Museum[14]
- The Warrior, huile sur toile, 249 × 173 cm, 1975, Frost Art Museum, Miami[15]
- Metamorphosis, huile sur toile, 70 × 67 cm, 1982[16]

## Illustrations
- Alain Bosquet, Lettre à un genou, 1963  — 7 pointes sèches de Agustin Fernandez[2]

## Critiques
- « Agustín Fernández leaves a legacy of work that is marked by its independence from a comfortable artistic trajectory, while  maintaining a close relationship with some of the most significant art of the twentieth century, including Abstraction, Surrealism, Assemblage, and Conceptual Art[note 6]. », Carol Damian (es)[1]
- « Les tableaux d'Agustin Fernandez sont des images érotiques sans identité. Les formes employées n'y obéissent pas à un symbolisme sexuel déjà établi. Éros dans ses tableaux n'est pas le seul dieu caché. », Alain Jouffroy, « Clé pour Fernández », catalogue de l'exposition Agustín Fernández, Paris, Galerie Furstenberg, 1960.
- « His art is fraught with the tensions that exist between the real and the surreal, the organic and the inorganic, the figurative and the objective […] He enjoys breaking physical boundaries in painting and sculpting to emphasize their psychological context[note 7]. », Carol Damian, ArtNexus (en), 2001, p. 147[17],[18]

## Expositions
- Agustin Fernandez - Paradoxe de la jouissance, Mairie du IVe arrondissement, Paris, 2018[12]
- Agustín Fernández: Ultimate Surrealist, Katzen Arts Center of American University in Washington DC (en), 2014[19]
- Agustin Fernandez – Constellations, Art Museum of the Americas (en), Washington DC, 2012[20]
- Latin-American Art. 1931-1966, Museum of Modern Art (MoMA), New York, 1967[21]
- Agustin Fernandez: a retrospective, The Art Museum at Florida International University Frost Art Museum, 1992[22]
- Agustín Fernández: Oleos, Dibujos, Grabados, Galería La Casa del Arte, San Juan, Porto Rico, 1970[3]
- Agustín Fernández Expone Oleos, Galeria Lyceum, La Havane, 1951[3]

## Au cinéma
- Une œuvre de Fernandez, Développement d'un délire, figure dans Pulsions de Brian De Palma (1980)[23]. Elle appartenait à Joe Novak qui possédait une collection d’œuvres de Fernandez et dans l'appartement duquel fut tournée une scène du film[24].

## Monographies
- (en) Ricardo Pau-Llosa (en) (préf. Carol Damian (es)), Form’s Transgressions : The Drawings of Agustín Fernández, The Patricia Frost Art Museum, Florida International University, 2013 (lire en ligne)
- Agustín Fernández: The Metamorphosis of Experience, Milan, 5 Continents Editions, 2012  — textes de Susan Aberth, Rocio Aranda-Alvarado, Donald Kuspit (en), Abigail McEwen
- R.C. Kenedy, Agustín Fernández, Joseph A. Novak éd., New York, 1973

## Vidéos
- Ricardo Vega, Ground Zero... by an artist in New York - Agustin Fernandez, Lunaticas productions, 2000[25]
- Interview of Agustin Fernandez by Ramon Osuna, Signal 66 Art Gallery, 1999[26]
- Ray Blanco, Artists in Exile, New York, Cinema Guild, 1994  — Interview de Agustín Fernandez[27]

## Fondation
The Agustin Fernandez Foundation a été créée par sa famille « in order to encourage an understanding and appreciation of Fernández’s artwork »,.

## Hommages
- Fellow in Visual Arts, Cintas Foundation, 1978[29].